# Gudmund Lindencrona (jurist)
Jon Gudmund Haldan Lindencrona, född 13 februari 1902 i Sofia församling, Jönköping, död 2 juli 1976 i Borgholms församling, var en svensk jurist.

## Biografi
Lindencrona avlade studentexamen i Karlskrona och senare juris kandidatexamen vid Uppsala universitet 1927. Han fullföljde sin utbildning med tingstjänstgöring som notarie i Hedemora domsaga 1927-1929. Därefter tjänstgjorde Lindencrona vid Göta hovrätt med förordnanden som domare vid olika domsagor. Han tjänstgjorde 1931 som biträdande fiskal vid Göta hovrätt och efter två år som fiskal blev han assessor. Mellan 1940 och 1942 tjänstgjorde han som tillförordnad häradshövding i Aspelands och Handbörds domsaga och året därpå i Norra Möre och Stranda domsaga. År 1943 tillträdde han som tingsdomare i Askims, Hisings och Sävedals domsaga och 1950 som häradshövding vid Ölands domsaga där han verkade fram till dess att den upphörde 1969.
Lindencrona var verksam såväl inom kommunen som kyrkan. Under en lång period tillhörde han stadsfullmäktige i Borgholms stad och var dess ordförande. Han var också skolstyrelsens ordförande och ledamot i kyrkofullmäktige.
Gudmund Lindencrona var son till vice häradshövding Haldan Lindencrona och Elin von Sydow. Han gifte sig 1935 med Barbro Edling (1908–1995). Makarna är begravna på Dunkehalla kyrkogård i Jönköping.

## Utmärkelser
Kommendör av Nordenstjärneorden, KNO